# Lobovalgus tavernieri
Lobovalgus tavernieri är en skalbaggsart som beskrevs av Franz Antoine 2002. Lobovalgus tavernieri ingår i släktet Lobovalgus och familjen Cetoniidae. Inga underarter finns listade i Catalogue of Life.